# Зграда представништва Првог дунавског паробродарског друштва у Београду
Зграда представништва Првог дунавског паробродарског друштва налази се у Београду, у градској општини Стари град, на углу улица Господар Јевремова (бр. 33) и Капетан Мишине (бр. 6а). Утврђена је за споменик културе 2019. године. Од 2010. године се у згради налазе просторије УК Пароброд, установе културе Градске општине Стари град.
Некада у народу позната као Мађарска кућа и Дунавац, Зграда представништва Првог дунавског паробродарског друштва је најранији пример модернистичке архитектуре, односно модернистичког експресионизма у Београду.

## Историјат и архитектура
Изградњу објекта финансирало је Прво дунавско паробродско друштво, које је основано 1829. године у Бечу. Идејни пројекат за изградњу објекта израдио је бечки архитекта Александар Поп (Аlехander Рорр) новембра 1923. С обзиром на то да је пројекат било потребно разрадити, прилагодити конфигурацији терена и направити одговарајући унутрашњи распоред у складу с потребама представништва, овај посао је преузело локално грађевинско предузеће инжењера Стевана Тоболара које је уједно било и извођач радова. Изградња зграде трајала је од 1924. до 1926. године. Иако је на оригиналним плановима Тоболар потписан уз архитекту Попа, он је само извео извесне промене, док су основна архитектонска концепција оригиналног идејног решења, распоред маса и стилски израз задржани из Поповог решења. Тоболар је био задужен за ентеријер као и коначни изглед фасаде. Објекат је изграђен у арт деко стилу са елементима касне бечке сецесије и чешког кубизма. Два крила зграде направљена су да подсећају на димњаке пароброда, а улаз у зграду на кабину брода.
У време "копања темеља у подруму зграде" фебруара 1925, пронађен је људски скелет. Нагађало се да је припадао богатом трговцу, који је "више десетина година" раније живео ту и нестао након свађе око наследства.
Смештен у најужем историјском језгру града, објекат је у време изградње у потпуности одударао од затеченог архитектонског фонда горњег дела Дорћола, како својим димензијама тако и стилским одликама. Зграда је троспратна, замишљена као пословно-стамбена, са централним делом и два улаза смештена на углу улица Господар Јевремове и Капетан Мишине. Карактерише је наглашени вертикални динамизам угаоне партије, од којег се бочно развијају два крила.
Снажно наглашена угаона партија компонована је тако да представља доминанту зграде. Изведена је у четири етаже с поткровљем, па тако за један спрат надмашује бочна крила и својом динамиком и распоредом маса наглашава вертикализам и монументалност зграде. На левом унутрашњем лицу угаоне партије налази се велики часовник. Нарочито је карактеристичан мотив преломљеног лука у отвору смештеном на етажи поткровља, као и два јарбола који још више доприносе утиску вертикализма. Улазни део у приземљу је трапезоидног облика и својим волуменом излази из засеченог дела угаоне партије. Просторно и ликовно је конципиран тако да представља главни мотив грађевине. У централном делу фриза изнад улаза смештено је сидро као симбол компаније и урезана је година 1925. У бочним деловима фриза стоје ћирилични и латинични натпис: „Прво Дунавско паробродарско друштво”. Бочна крила зграде, која се простиру дуж улица Господар Јевремове и Капетан Мишине једноставније су решена.

## Споменик културе
У време завршетка радова, 1926. године, зграда Првог дунавског паробродарског друштва била је ван контекста архитектонске традиције и била је новина у дотадашњој београдској архитектонској пракси. У то време академизам је представљао доминантан архитектонски израз, а нове тенденције из европских престоница прихватане су кроз утицај бечке сецесије. У случају ове зграде постоји срећна околност да су наручилац и пројектант потицали из друге средине, тако да се овакав стилски концепт могао применити без обзира на традиционалистички став и праксу средине. Ипак, овај концепт остао је ван формативних токова београдске модерне и није послужио као модел или узор београдској архитектури, већ фигурира првенствено као материјално сведочанство европских, у овом случају бечких, архитектонских токова. У том смислу Зграда представништва Првог дунавског паробродарског друштва је најранији пример модернистичке архитектуре, односно модернистичког експресионизма у Београду. Утврђена за споменик културе 2019. године.

## Намена зграде
У својој вишедеценијској историји зграда је имала је различите намене. Високо приземље је предвиђено за административно-пословну намену и ту се налазила Канцеларија представништва. На следећа три спрата смештено је укупно тринаест функционалних станова — један за директора у зони првог спрата, десет станова средње величине и два мања за службенике. Станови су били салонског типа, у чијој основи се налази велики антре из којег се наспрам улазних врата улазило у трпезарију. Кухиња, купатило и остале просторије налазиле су се са једне стране, а салон и спаваће собе са друге стране улазног дела. У унутрашњем, дворишном делу зграде изграђен је мањи помоћни објекат.
После Канцеларије представништва у административно-пословном делу зграде се налазио Црвени крст Немачке, седиште команде Совјетске Црноморске флоте, посланство Швајцарске за време и непосредно после Другог светског рата, Дом здравља и Дечји диспанзер, Здравствени центар Народног одбора Првог рејона од 1948. године, Народни универзитет Стари град од 1962. до 1983. и Центар за културу Стари град од 1983. до 2010. Године 2010. општина Стари град обновила је свој културни центар и он је назван Установа културе „Пароброд”. Данас се, у оквиру УК Пароброд, у просторијама зграде налази биоскопска сала „Драган Николић”, клавир хол „Арсен Дедић”, балетска сала, џез клуб у подруму зграде и други садржаји.
Међу најстарије станаре у становима зграде Првог дунавског паробродарског друштва памте се потомци књижевнице и преводитељке Јелисавете Марковић, глумица Вука Дунђеровић , дипломата и новинар у Уједињеним нацијама Павле Јевремовић, модна креаторка Марија Крањц, редитељ Никола Веселиновић и други. У једном од станова је у периоду између два рата живео дипломата и колекционар Павле Бељански (1892–1965) са својом вредном збирком српске ликовне уметности, која је из тог стана пресељена у Спомен-збирку Павла Бељанског у Новом Саду.